# Филип Декуфле
Филип Декуф (рођен 22. октобра 1961) је француски кореограф, плесач, пантомимичар, и позоришни редитељ. У детињству је много путовао по Либану и Мароку, пре него што је почео да се школује у Циркушкој школи (фр. École du Cirque) и Марсоовој школи пантомиме. Док је био чест гост парижанских ноћних клубова открио је за савремени плес који га је привукао и накрају га је студирао у Државном центру модерног плеса (фр. Centre National de la Danse Contemporaine) у Анжеу. После кратког периода рада као соло плесач је основао Découflé уметничко друштво у Бањоли 1983. године. Касније је друштво премештено у предграђе Париза Сен-Дени 1995. године.
Декуфле је писац и режисер представе Ирис у Циркусу Сунца (фр. Cirque du Soleil).
Декуфле је био режисер Paramour представе Циркуса Сунца који је имао премијеру 2016. године у Њујорку. Сцене из Ириса су инкоркопориране у Paramour.

## Признања
- Ordre des Arts et des Lettres (2015)[6]